# 国際腐敗防止デー

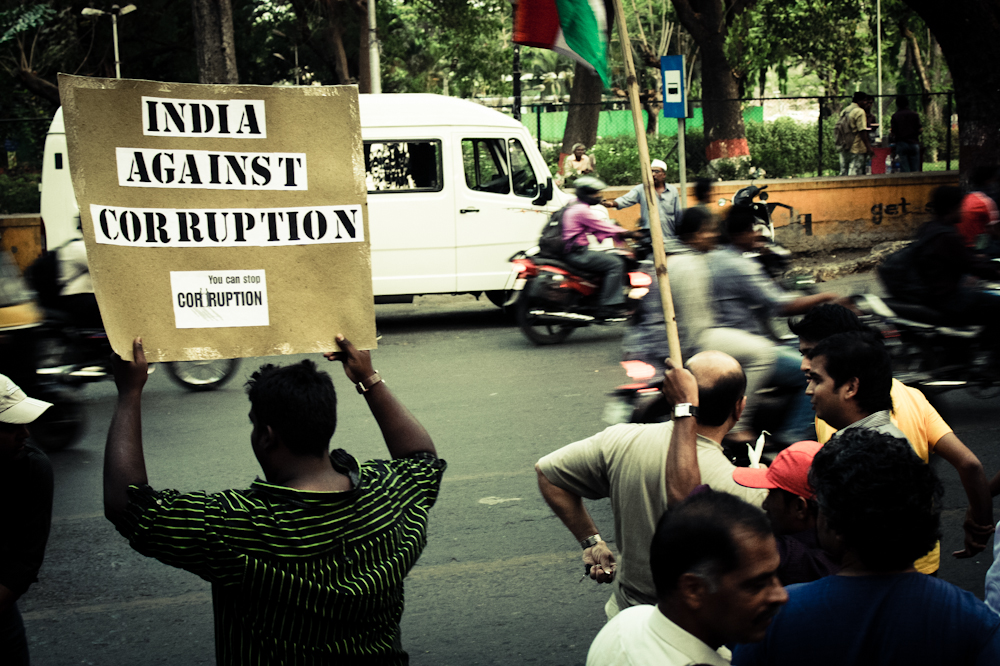
国際腐敗防止デー

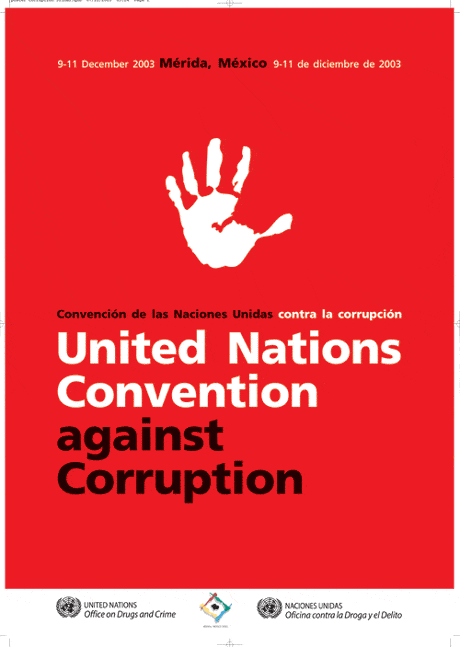
腐敗の防止に関する国際連合条約

国際腐敗防止デー（こくさいふはいぼうしデー、英: International Anti-Corruption Day）とは、国際連合が定めた国際デーである。毎年12月9日に指定されている。

## 概要
腐敗の防止に関する国際連合条約の成立以来、この条約の役割についての認識の向上を目的として指定された。世界の人々に対する呼びかけとして、腐敗との闘いに勝ち、貴重な資源を世界の人々にとって役立つよう様々な策に取り組み続けることを求める機会としている。

## 経緯
2003年10月31日、国際連合総会第51回本会議により、国際連合決議番号A/RES/58/4の中で決定された。